# Ортега, Кристобаль
Кристобаль Ортега Мартинес (исп. Cristóbal Ortega Martínez; 25 июля 1956, Мехико — 2 января 2025) — мексиканский футболист и тренер. Выступал на позиции полузащитника. Всю карьеру провел в клубе «Америка», установив рекорд по числу игр во всех турнирах (711). Также Ортеге принадлежит рекорд мексиканской примеры по числу игр за один клуб (609). Вызывался в сборную Мексики. Участник двух чемпионатов мира по футболу: 1978 и 1986.

## Клубная карьера
Ортега — воспитанник столичной «Америки». В 1975 году он дебютировал за основной состав в мексиканской примере. В составе команды Кристобаль провёл всю свою карьеру. Он шесть раз выигрывал чемпионат, по три раза становился обладателем трофея Чемпион чемпионов Мексики и Кубка чемпионов КОНКАКАФ, дважды побеждал в Межамериканском кубке и завоёвывал национальный кубок. Ортега шестнадцать лет выступал за «Америку» и является её абсолютным рекордсменом по количеству проведённых матчей — 711 игр. В 1991 году он завершил карьеру.

## Международная карьера
17 мая 1977 года в товарищеском матче против сборной Перу Ортега дебютировал за сборную Мексики.
В 1977 году Кристобаль попал в заявку национальной команды на участие в чемпионате мира в Аргентине. На турнире он сыграл в матче против сборной Польши (1:3).
В 1986 году Ортега во второй раз попал в заявку сборной на участие в домашнем чемпионате мира. На турнире он был запасным и не сыграл ни минуты.

## Тренерская карьера
В 1997 году Ортега перешел на тренерскую работу. Шесть раз с 1997 по 2006 год входил в штаб своего бывшего одноклубника Карлоса Рейносо в различных мексиканских командах, включая родную «Америку» (с января по июнь 1998 года). В тренерский штаб Рейносо также входил ещё один экс-футболист «Америки» Хуан Антонио Луна, которому Ортега ассистировал в 2002 и 2017 годах.
В сентябре 2003 года Ортега был исполняющим обязанности главного тренера в клубе четвертого мексиканского дивизиона «Тласкала». При нем команда набрала одно очко в четырех матчах.
Осенью 2008 года временно возглавлял клуб «Тибуронес Рохос де Коацакоалькос» из второй мексиканской лиги. При нём команда провела пять матчей, в которых одержала одну победу и трижды сыграла вничью. По окончании сезона «Коацакоалькос» был объединён с клубом «Орисаба» в новую команду «Альбинегрос Орисаба», которую возглавил Ортега. В 85 матчах коллектив одержал 25 побед и 31 раз сыграл вничью.
В июле 2011 года Ортега возглавил «Ла-Пьедад». В 2012 году клуб победил в Апертуре второго дивизиона, в серии пенальти обыграл победителя Клаусуры 2013 «Торос Неса» и завоевал путевку в высший дивизион мексиканского чемпионата. Однако владельцы «Ла-Пьедада» расформировали команду, а её право на участие в примере передали своему другому клубу «Веракрус». При Ортеге «Ла-Пьедад» одержал 33 победы и 17 раз сыграл в ничью в 81 встрече.
После переезда команды Ортега продолжил руководить «Веракрусом», однако неудачно: за 16 туров Апертуры клуб одержал всего три победы и не вышел в плей-офф Кубка Мексики. Ортега был уволен, но остался в клубе на должности ассистента — он помогал вышеупомянутым Рейносо и Луне.

## Болезнь и смерть
Ортега страдал от рака в течение нескольких лет. В декабре 2024 года он был повторно госпитализирован после перенесённой ранее в том же году операции. Однако у него были метастазы, и 2 января 2025 года было объявлено о его смерти в возрасте 68 лет.

## Достижения

### Клубные
- Чемпион Мексики (6): 1975/76, 1983/84, 1984/85, 1985, 1987/88, 1988/89
- Обладатель трофея Чемпион чемпионов Мексики (3): 1976, 1988, 1989
- Обладатель Кубка чемпионов КОНКАКАФ (3): 1977, 1987, 1990
- Обладатель Межамериканского кубка (2): 1978, 1990

### Тренерские
- Победитель Апертуры Ассенсо МХ: 2012